# Euderomphale longipedicelus
Euderomphale longipedicelus is een vliesvleugelig insect uit de familie Eulophidae. De wetenschappelijke naam is voor het eerst geldig gepubliceerd in 1988 door Shafee, Rizvi & Khan.